# 西里尔·威尔金森
西里尔·威尔金森（英語：Cyril Wilkinson，1884年10月4日—1970年12月16日），英国前男子曲棍球运动员。他曾代表英国国家队参加1920年夏季奥林匹克运动会曲棍球比赛，获得一枚金牌。